# Phruronellus californicus
Phruronellus californicus là một loài nhện trong họ Phrurolithidae.
Loài này thuộc chi Phruronellus. Phruronellus californicus được Ralph Vary Chamberlin & Willis J. Gertsch miêu tả năm 1930.